# Graf k-spójny
Graf k-spójny to graf spójny, w którym usunięcie mniej niż k dowolnych wierzchołków nie spowoduje jego rozspojenia.